# Fitzwilliam Museum
Fitzwilliam Museum är ett museum med konst och antikviteter i Cambridge i England. Det grundades 1816 genom Richard FitzWilliam, 7:e viscount FitzWilliams testamente och är kopplat till universitetet i Cambridge. 

## Byggnad
Founder's Building uppfördes 1837–1843 efter George Basevis ritningar och färdigställdes under Charles Robert Cockerells ledning. Museet flyttade 1848 in i Founder's Building som 1875 utökades med Palladian Entrance Hall, ritad av Edward Middleton Barry.

## Samlingen
Alfabetisk lista över ett urval av föremål i samlingen
I samlingen finns över en halv miljon föremål som är uppdelade i fem avdelningar: föremål från den antika världen, tillämpad konst (keramik och glas), mynt och medaljer, handskrifter med illuminationer och böcker samt målningar, teckningar och grafiska tryck. Kronologiskt innehåller samlingen föremål från antiken (Egypten och Nubien, Mesopotamien med Assyrien och Persien, Grekland och Cypern samt Rom) till nutid. Den innehåller föremål från i stort sett hela världen såsom Kina, Indien och Japan men med visst fokus på västerländska föremål. Bland representerade konstnärer finns Simone Martini, Domenico Veneziano, Tizian, Paolo Veronese, Rubens, Anthonis van Dyck, Frans Hals, Canaletto, William Hogarth, Thomas Gainsborough, John Constable, Claude Monet, Edgar Degas, Auguste Renoir, Paul Cézanne och Pablo Picasso.

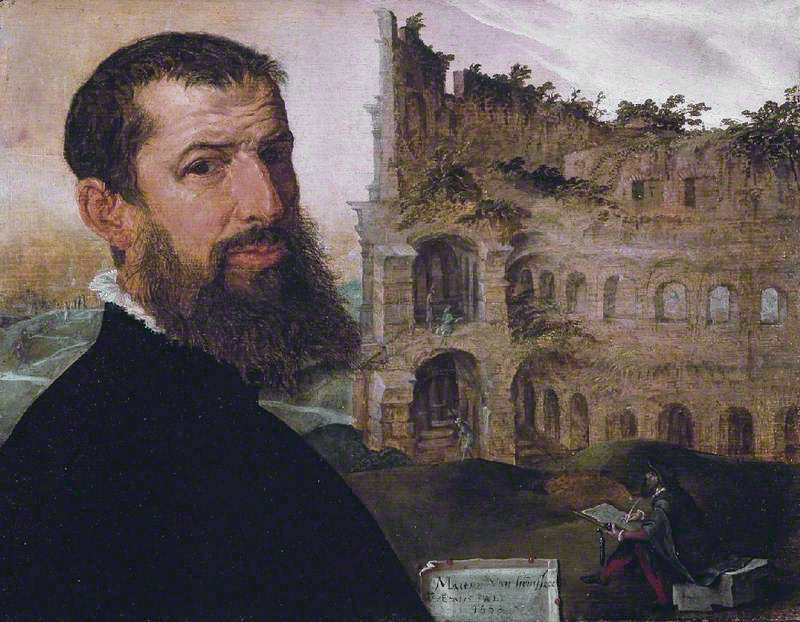
Maarten van Heemskerck, Självporträtt med Colluseum (1553).
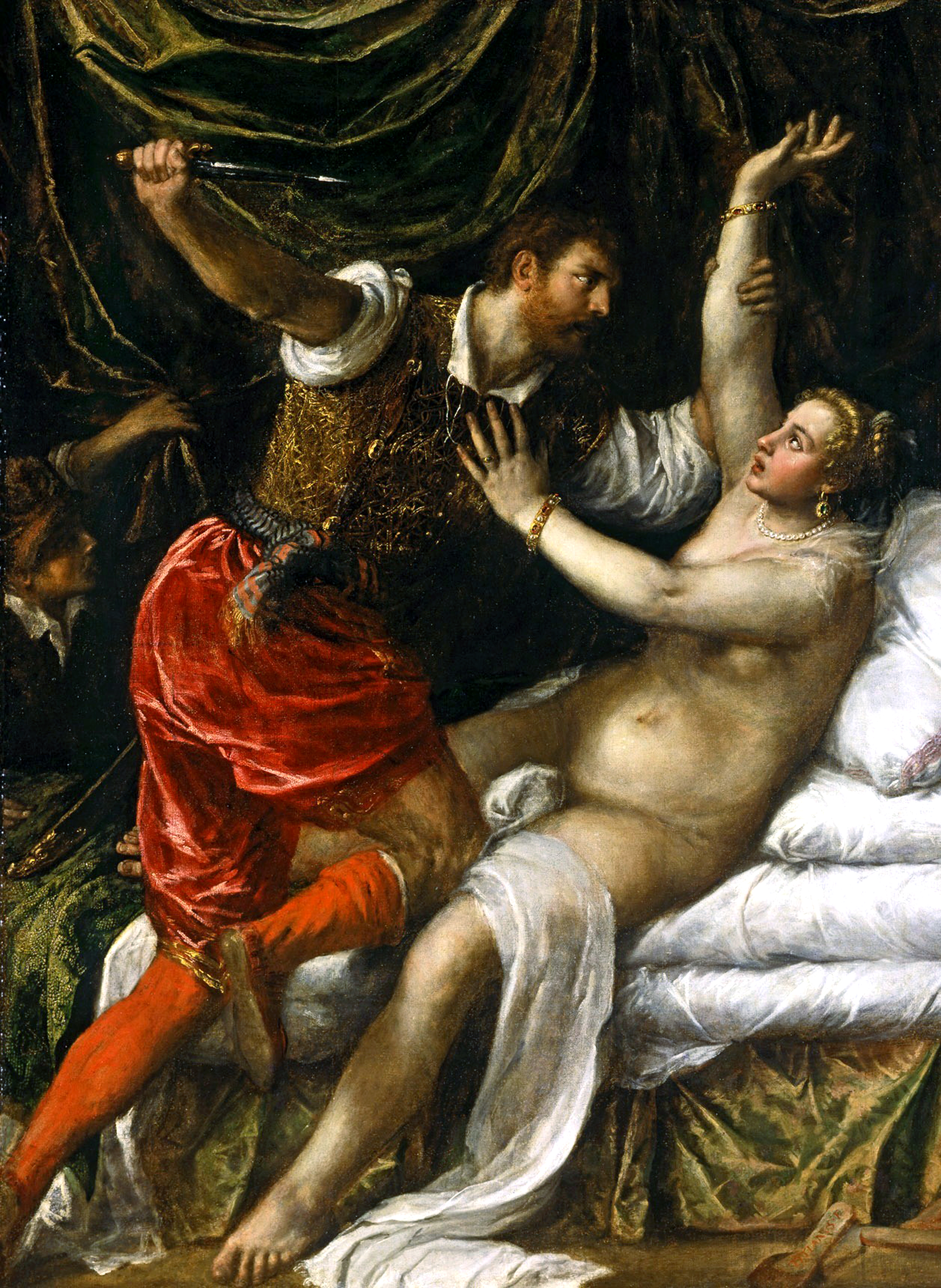
Tizian, Tarquinius och Lucretia (1571).
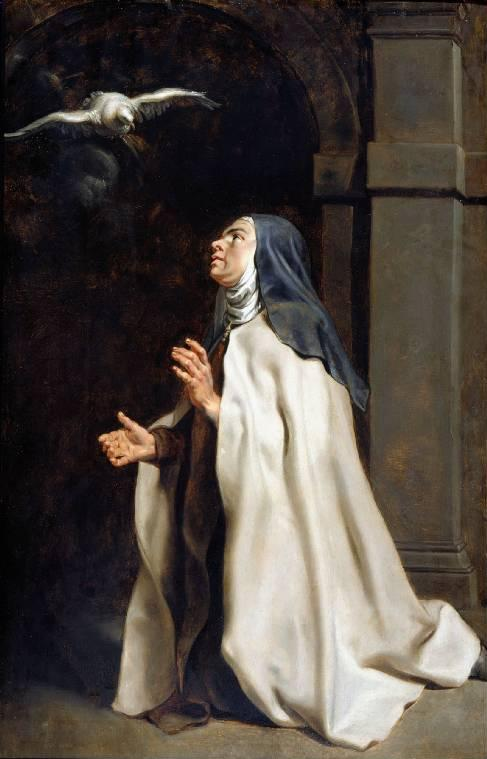
Peter Paul Rubens, Teresa av Ávila (cirka 1614).
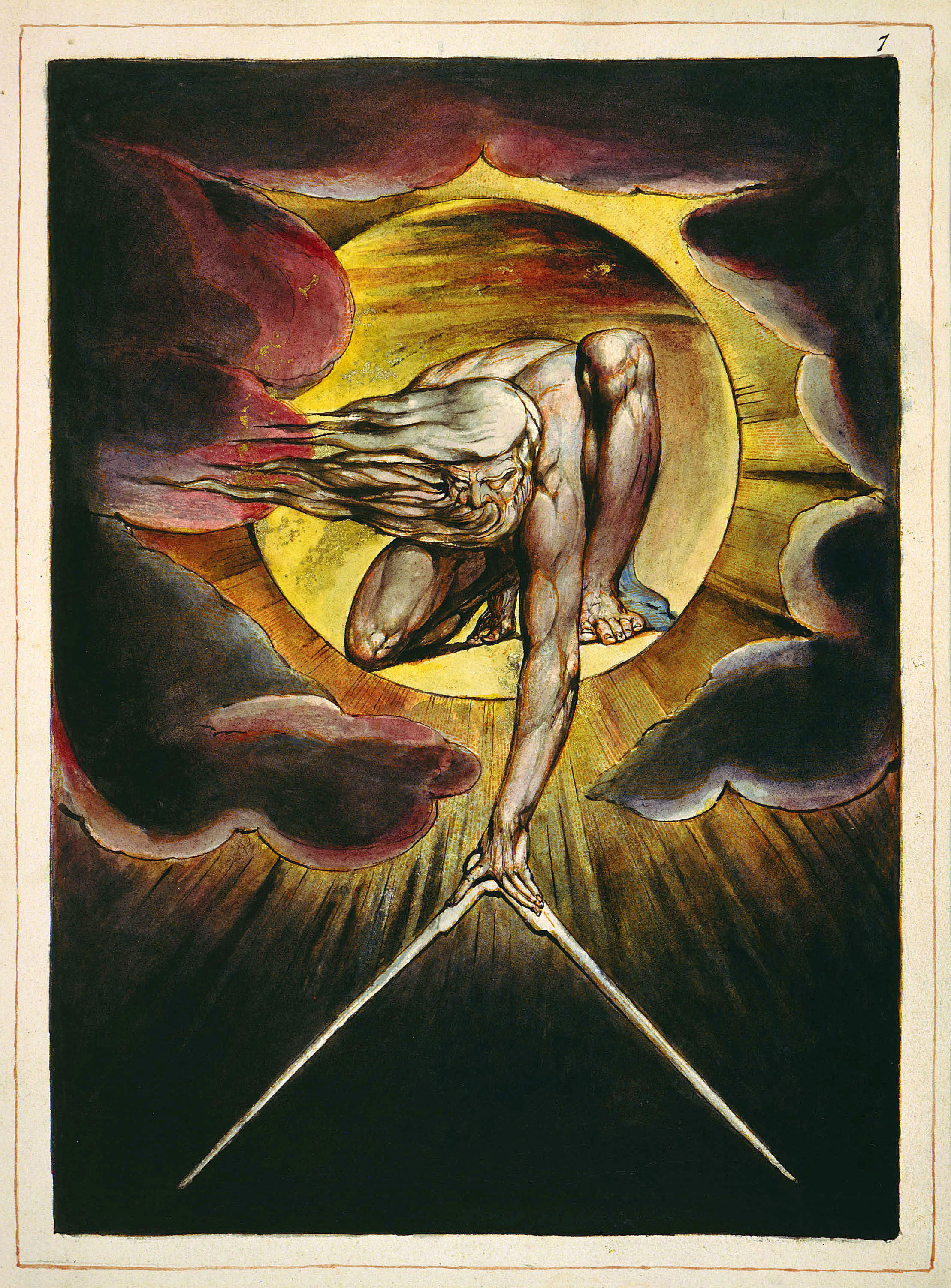
William Blakes akvarell- och reliefetsning Den Gamle av dagar (1794).
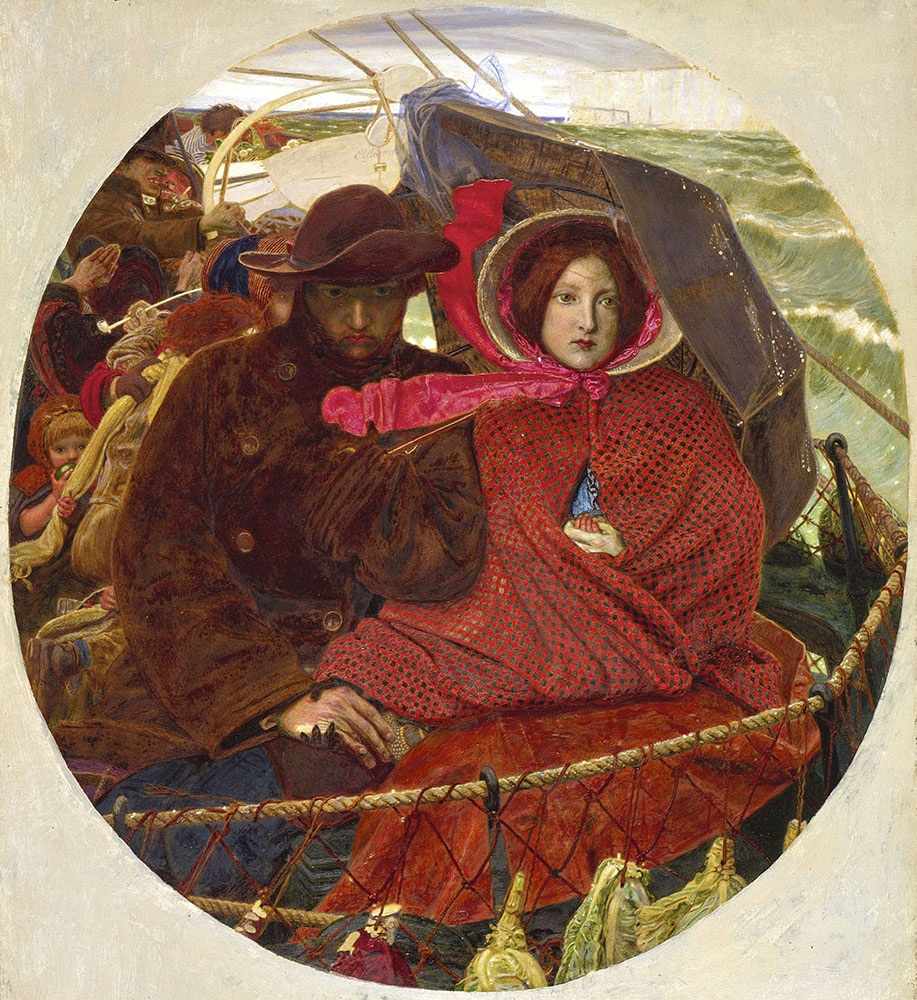
Ford Madox Brown, Det sista av England (1860).
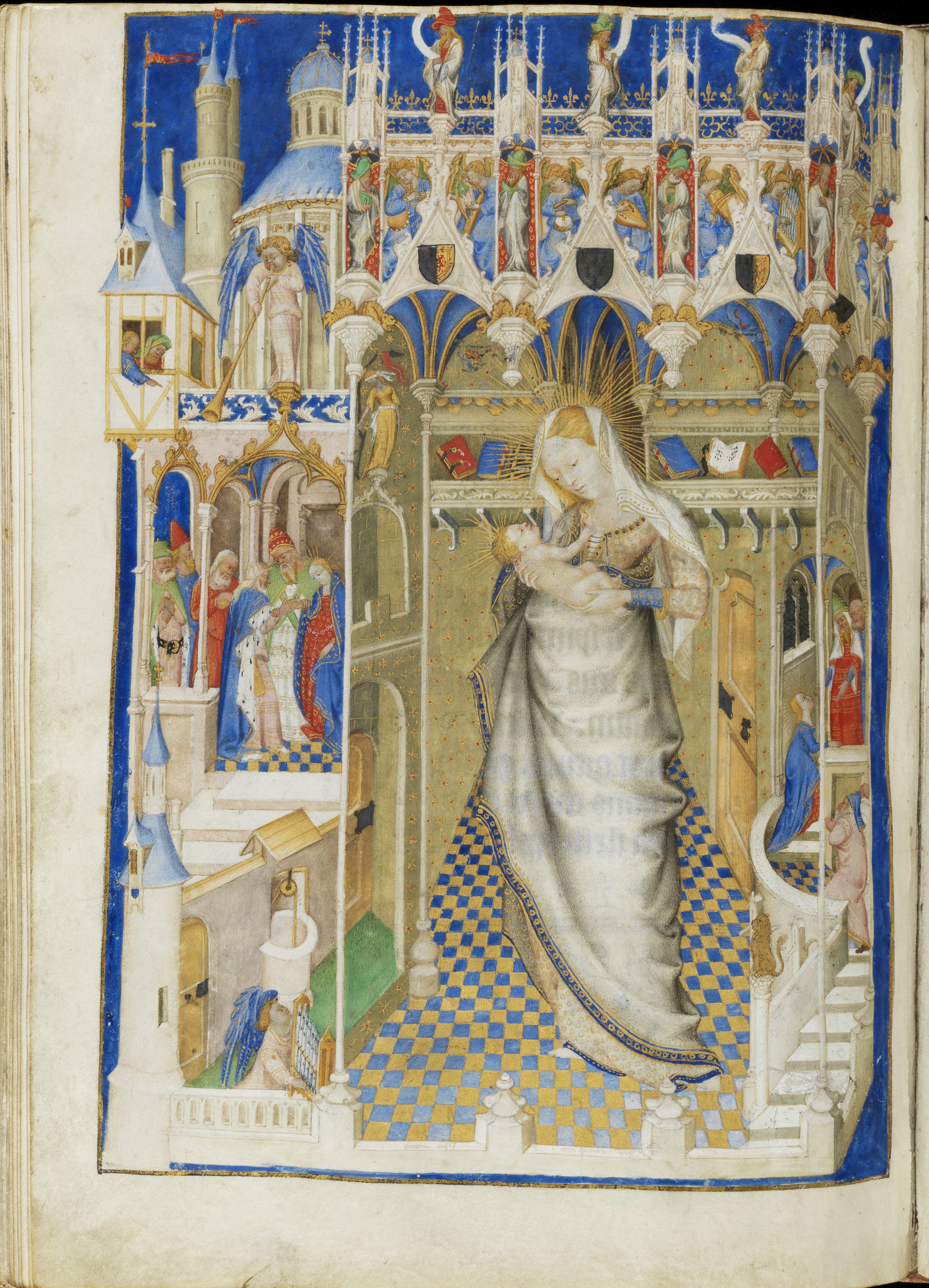
Madonna med barnet i en kyrka i Isabella av Skottlands tidebok (cirka 1430).
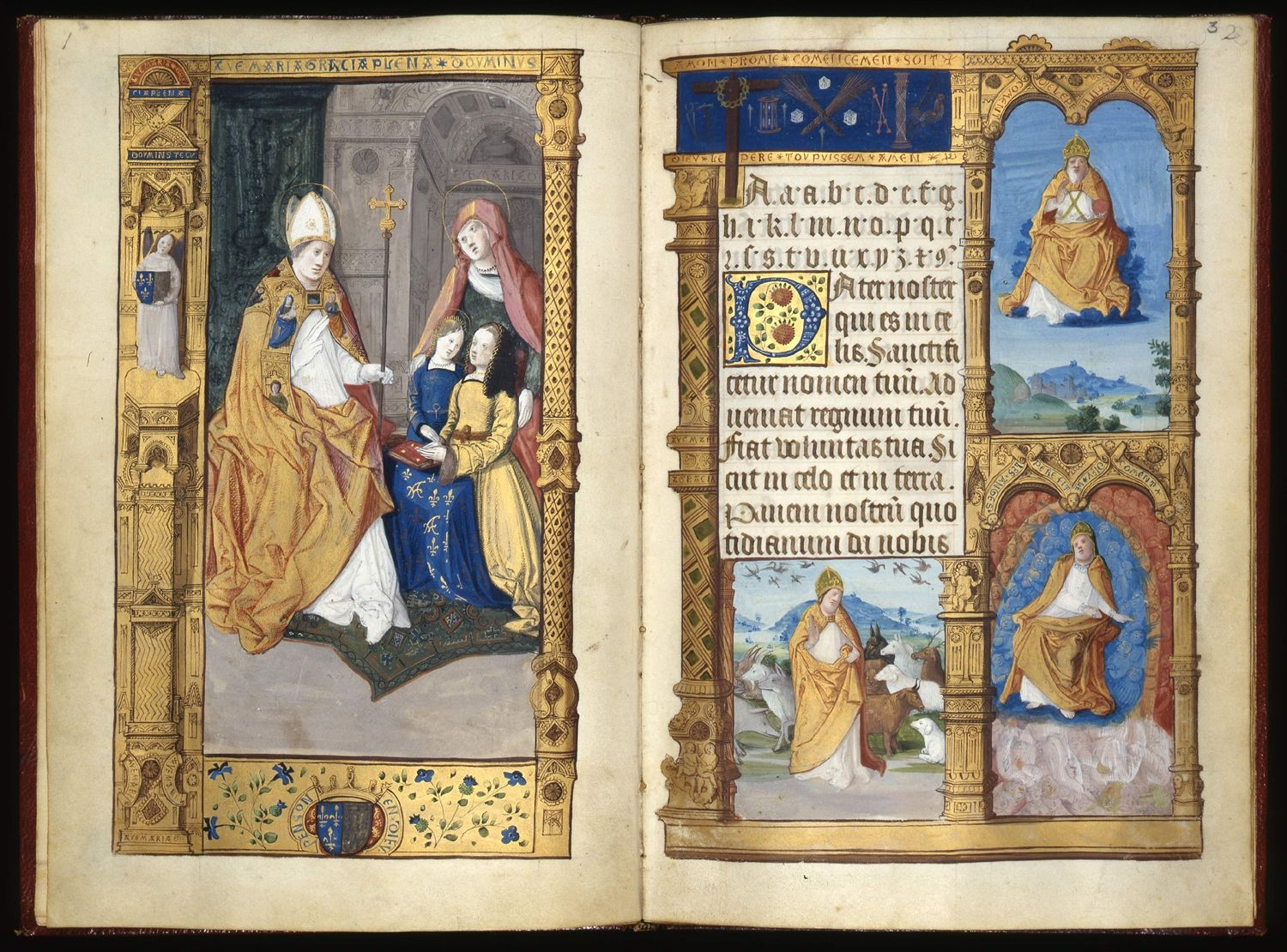
Claude av Frankrikes bilderbok (cirka 1505).